# Thysania zenobia
Thysania zenobia, popularmente Mariposa coruja, é uma espécide de mariposa da família Erebidae.
Sua primeira descrição data de 1776 por Pieter Cramer, e é nativa das Américas (do Norte, Caribe e do Sul).

## Características
A mariposa adulta mede entre 10 a 15 cm, margens externas de proa cinza e aspecto de tronco de árvore; distingue-se por muitas linhas em ziguezague e raios negros estão presentes no exemplar masculino e ausentes nas fêmeas.
Nos lugares de clima com estações definidas, tem sua fase adulta compreendida entre os meses de setembro a novembro; nos demais, de clima tropical, pode ocorrer durante todo o ano.

## Galeria

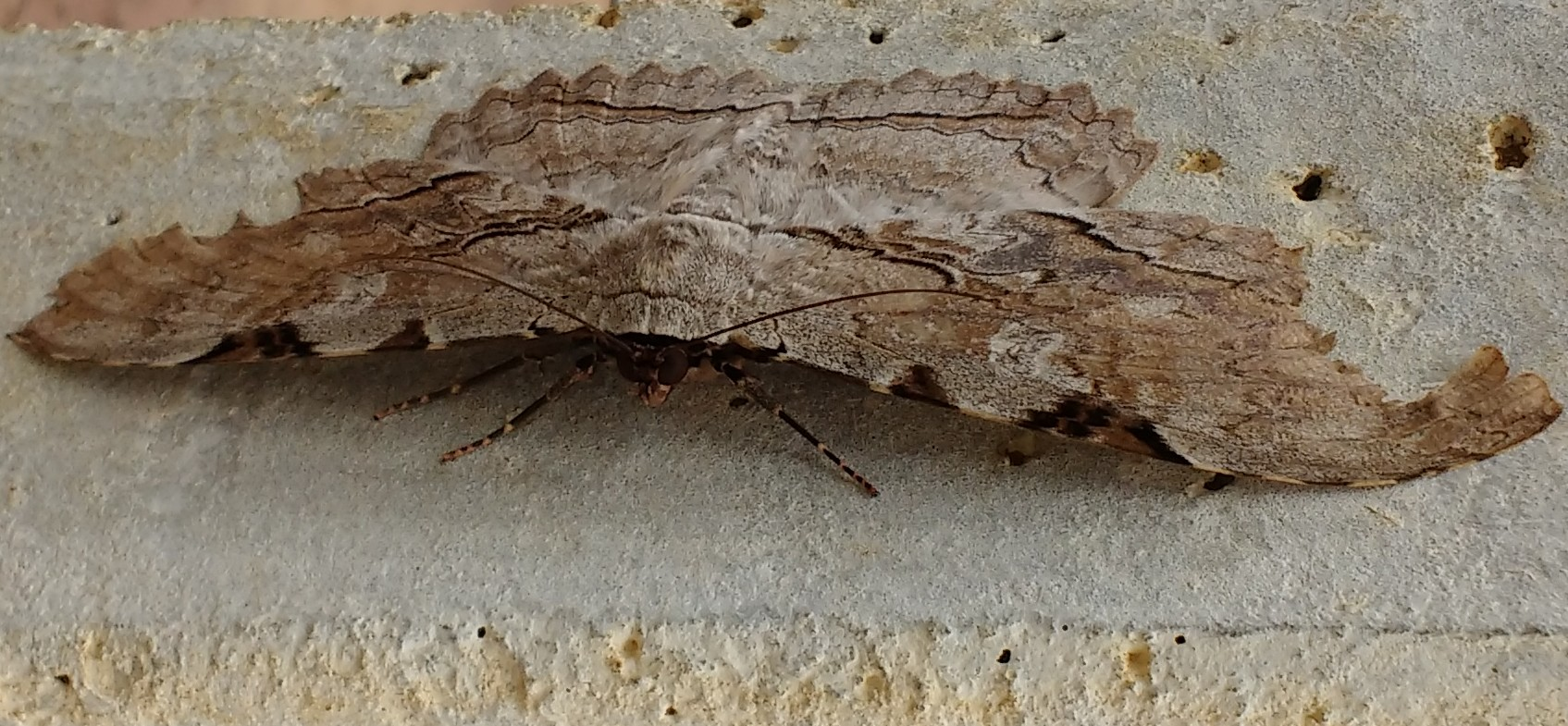
Visão frontal da mariposa.
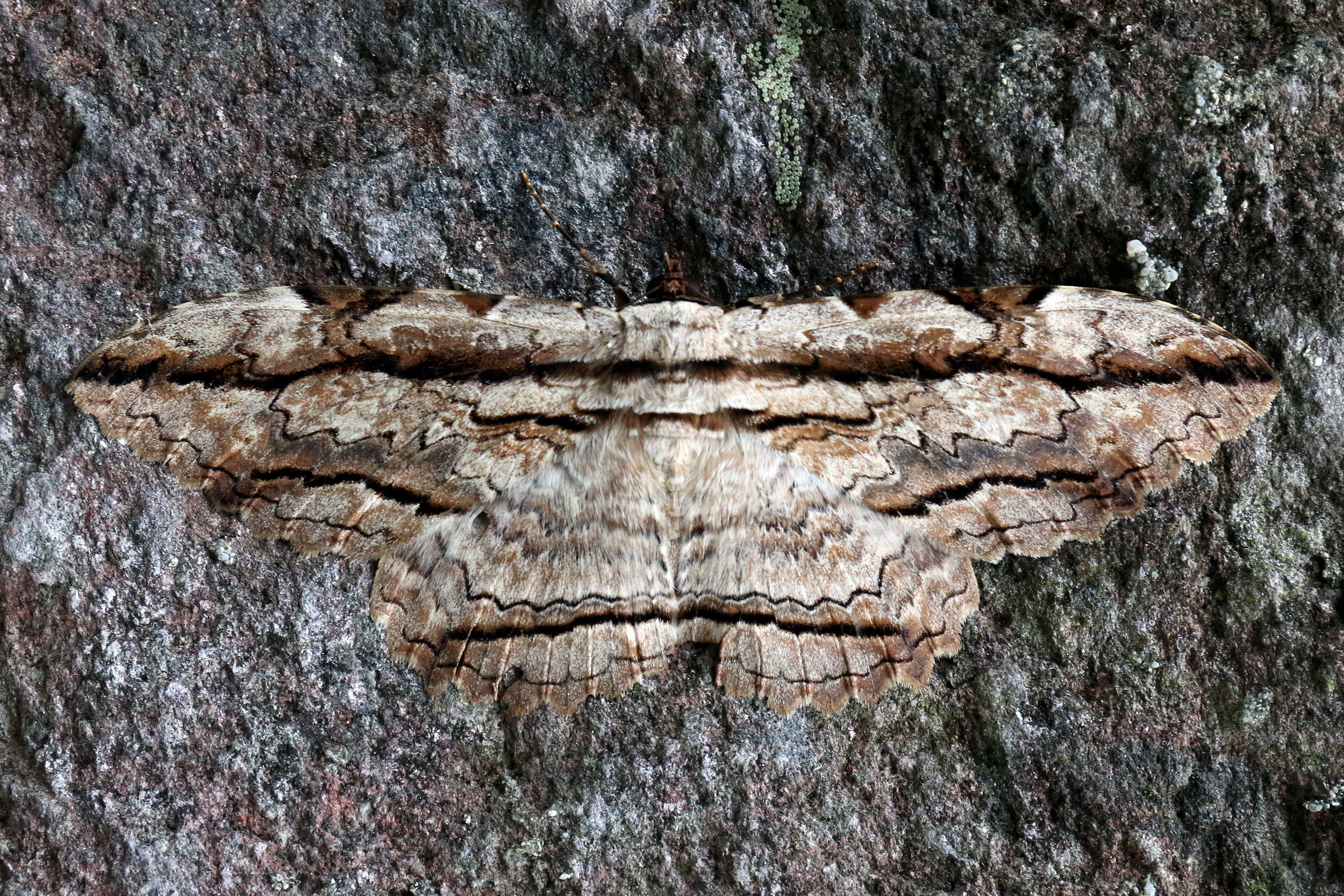
Exemplar fotografado em São Paulo.
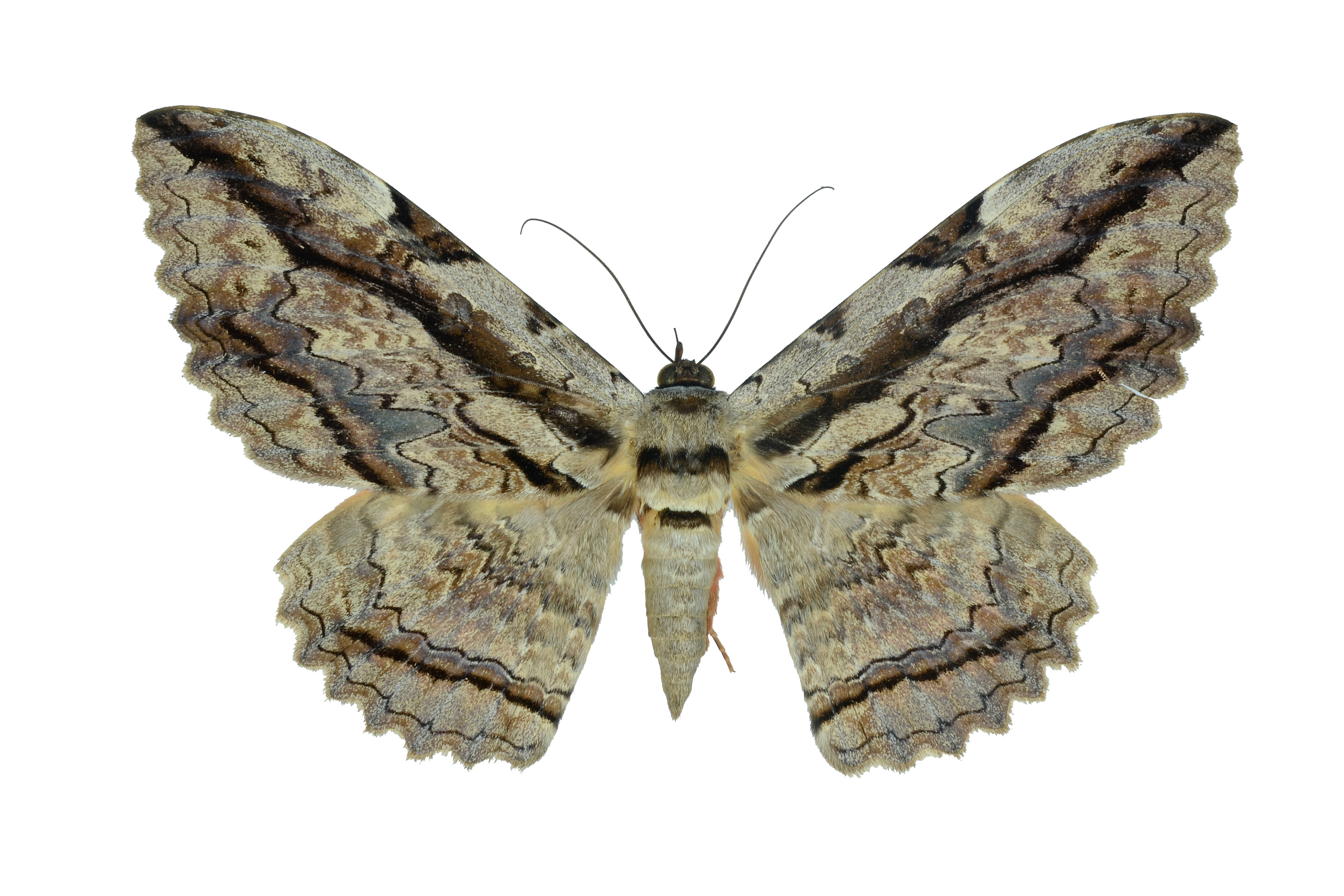
Variante em tons cinza.
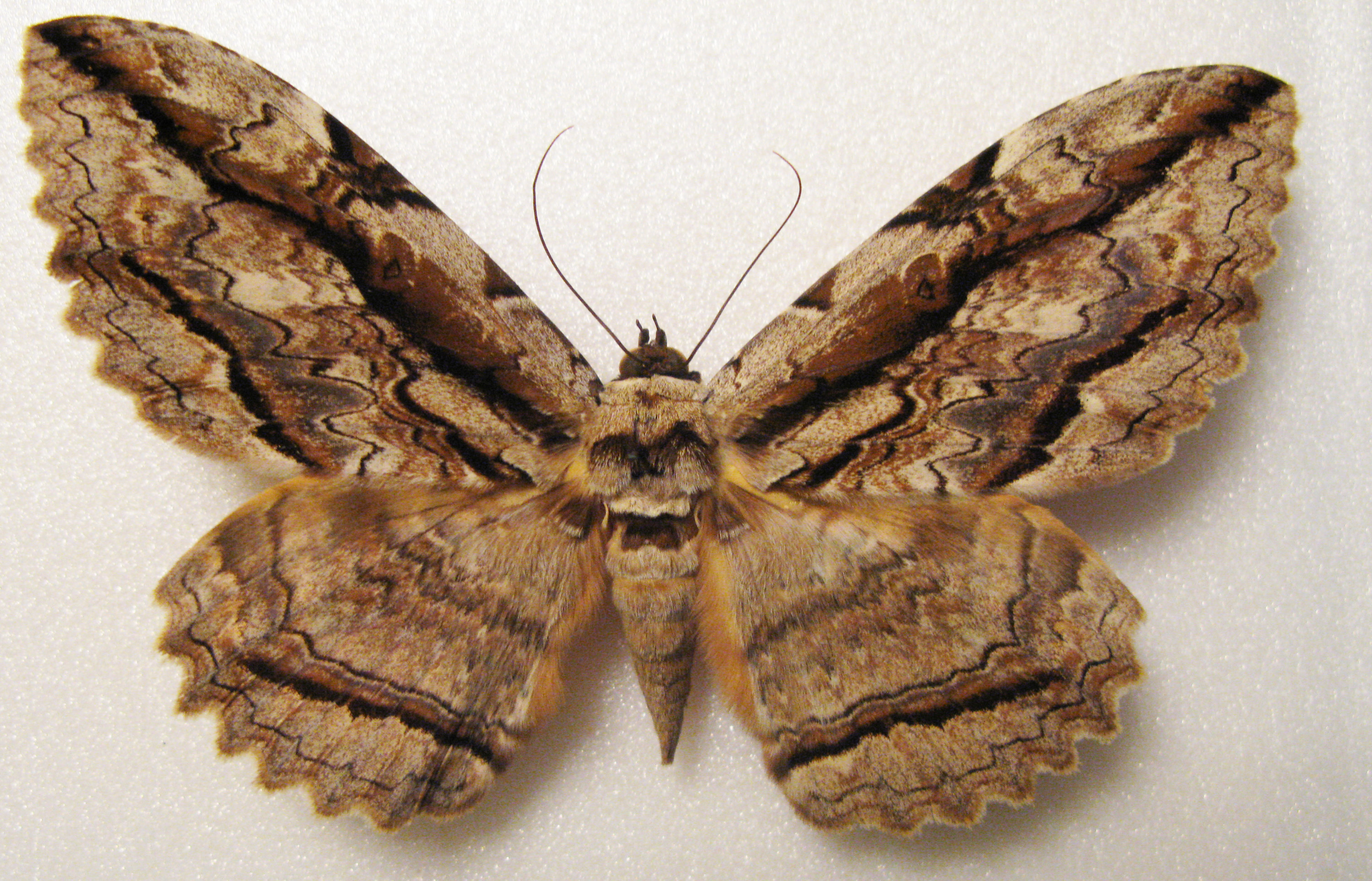
Macho com asas abertas.